# 小倉泰治
小倉 泰治（おぐら やすはる、2月8日 - ）は、日本の編曲家、キーボーディスト、音楽プロデューサー。

## 概要
1980年代、角松敏生と知り合いだったことから杏里の作品にコーラスアレンジで参加する。その後1985年に発売された『WAVE』では編曲を1曲担当。続く次作の『MYSTIQUE』から本格的に編曲を担う。1988年の『BOOGIE WOOGIE MAINLAND』からは音楽プロデューサーとしても関わり、2015年の『Smooth & Groove』まで長きにわたり杏里に携わる。
杏里の他には観月ありさ、中山美穂（共に杏里が提供した楽曲）、和田アキ子などの編曲、音楽プロデュースを手がける。
織田裕二、青山テルマ、平原綾香などのバックバンドとしても活動し、現在はEXILE、EXILE ATSUSHIのバンドメンバーとしてそのプロジェクトに関わっている。
2020年代には、サクソフォーン奏者の朝本千可とのコラボライブを開催している。

## 携わった主な作品

### 杏里
- WAVE
- MYSTIQUE
- SUMMER FAREWELLS
- meditation
- BOOGIE WOOGIE MAINLAND
- CIRCUIT of RAINBOW
- MIND CRUISIN'
- NEUTRAL
- MOANA LANI
- 1/2&1/2
- Angel Whisper
- TWIN SOUL
- MOONLIT SUMMER TALES
- EVER BLUE
- The Beach House
- My Music
- Sol
- Smooth & Groove他多数

### 中山美穂
- Virgin Eyes

### 観月ありさ
- さよならの贈りもの